# 분노의 13번가
《분노의 13번가》(영어: Assault on Precinct 13)는 미국에서 제작된 1976년 독립 액션 스릴러 영화이다. 존 카펜터가 연출, 각본, 음악, 편집을 맡았으며, 오스틴 스토커 등이 출연하였다. J. S 캐플런 등이 제작에 참여하였다.
2005년 리메이크 작품 《어썰트 13》이 개봉하였다.

## 줄거리
로스앤젤레스군 지역 갱단 스트리트 선더는 돌격소총과 피스톨 한 무더기를 훔친다. 토요일 새벽 3시에 우범 지역인 빈민가 앤더슨에서 로스앤젤레스 경찰국(LAPD) 경찰관들이 이 갱단을 습격해 단원 6명을 죽인다. 갱단 지도자 넷은 로스앤젤레스 경찰과 시민들에게 피의 복수를 할 것을 다짐한다.
이제 막 고속도로 순찰 경관에서 경위로 승진한 이선 비숍은 몇 시간 뒤 완전히 문을 닫을 앤더슨 경찰서를 책임지게 된다. 체이니 경사, 비서 리와 줄리 등 최소한의 인원만 남은 가운데 교도소 버스로 죄수 셋 웰스, 코델, 살인 용의자 너폴리언 윌슨을 주 형무소로 이송하던 스타커가 아픈 코델에게 의료 조치를 하려고 앤더슨 경찰서에 들린다. 한편 스트리트 선더 지도자들은 이웃 동네에서 어린 소녀 캐시와 아이스크림 트럭 기사를 쏜다. 캐시의 아버지 로슨은 딸을 살해한 지도자를 죽인 뒤 앤더슨 경찰서로 오고, 갱단이 그 뒤를 쫓는다. 심한 충격을 받은 로슨은 자신에게 일어난 일을 설명하지 못한다.
죄수 셋을 감방에 가둔 뒤 전화가 먹통이 되고 전기가 나간다. 스타커가 죄수들을 다시 버스로 옮기려고 하는 찰나 갱이 소음기를 단 총으로 총격을 가해 체이니, 버스 기사, 코델, 스타커, 스타커와 동행한 경관들을 살해한다. 비숍은 스타커의 시체와 수갑으로 연결돼있던 윌슨을 풀어주고, 윌슨과 웰스를 다시 감방에 집어넣는다. 갱이 두 번째 총격을 가하자 비숍은 리를 시켜 웰스와 윌슨을 풀어준다. 이들은 갱단의 침입 시도를 막지만 그 과정에서 줄리가 죽고 리가 팔에 부상을 입는다. 웰스는 하수관을 통해 경찰서 밖으로 몰래 나와 가까이 있던 차에 들어가 철사를 이용해 시동을 걸어보지만 뒷좌석에 앉아있던 갱단원이 그를 죽인다.
총격 신고를 받고 출동한 두 경찰관이 경찰서 인근 전신주에 걸려있는 전화 수리 기사 시체를 발견하고 지원을 요청한다. 윌슨, 리, 비숍은 로슨을 데리고 경찰서 지하로 이동해 내구성이 있는 금속제 간판으로 몸을 보호한다. 비숍은 아세틸렌 가스통을 쏘아 폭발을 유도하고 이에 인근 복도에 있던 갱단원들이 사망한다. 남은 단원들은 도망치고, 경찰들은 지하에서 생존한 비숍, 리, 윌슨, 로슨을 발견한다. 로슨은 들것에 실려 나가고, 리는 들것을 거부한다. 한 경관이 윌슨에게 수갑을 채우려고 하자 비숍은 화를 내며 이를 제지하고 본인이 윌슨을 데리고 걸어나간다.

## 출연진
- 오스틴 스토커 - 이선 비숍 경위 역
- 다윈 조스턴 - 너폴리언 윌슨 역
- 로리 지머 - 리 역
- 마틴 웨스트 - 로슨 씨 역
- 토니 버턴 - 웰스 역
- 찰스 사이퍼스 - 스타커 특별 경관 역
- 낸시 루미스 - 줄리 역
- 헨리 브랜던 - 체이니 경사 역
- 킴 리처즈 - 캐시 로슨 역
- 프랭크 더블데이 - 백인 갱단 지도자 역

## 기타 제작진
- 미술: 토미 리 월리스